# Кондратюк Олена Костянтинівна
Оле́на Костянти́нівна Кондратю́к (нар. 17 листопада 1970, Львів, УРСР) — українська політична діячка, заступник Голови Верховної Ради України IX скликання, нардеп VI, VII, VIII і IX скликань від партії «Батьківщина». Секретар Комітету ВРУ з питань свободи слова та інформполітики VIII скликання, заступник члена делегації у Парламентській асамблеї ОБСЄ, Співголова Міжфракційного депутатського об'єднання «Рівні можливості». Колишній директор PR-агентства «Радник».

## Освіта
1993 — закінчила Львівський державний університет імені Івана Франка. Має ступінь кандидата історичних наук. Займалася дослідженням громадських рухів в Україні.

## Політична діяльність
З 2007 — народний депутат від Блоку Тимошенко. На виборах 2012 та 2014 років переобрана від партії «Батьківщина». Член Комітету ВРУ з питань свободи слова.
2012—2014 — заступник члена Делегації у Парламентській асамблеї Ради Європи.
2007—2012 — заступник члена делегації в делегації в Парламентському вимірі Центральноєвропейської ініціативи.
Автор 91 законопроєкту: VIII скликання — 34 законопроєкти (5 з яких стали Законами), VII скликання — 28 (3 стали Законами), VI скликання — 29 (13 стали Законами)[джерело?].
Співавтор Закону України «Про забезпечення функціонування української мови як державної».
Активний лобіст законопроєкту 3822-1 про квоти для україномовної пісні.
У грудні 2011 року виступила однією із засновників Міжфракційного депутатського об'єднання «Рівні можливості».
Кандидат у народні депутати від «Батьківщини» на парламентських виборах 2019 року, № 5 у списку. За результатами виборів, обрана до Верховної Ради IX скликання.
У серпні 2019 року обрана заступником Голови Верховної Ради України IX скликання.
З 13 листопада 2020 року по 29 листопада 2020 року — виконувала обов'язки Голови Верховної Ради України.
Під час широкомасштабного вторгнення неодноразово виконувала представницькі функції за кордоном, зокрема очолювала українську делегацію на 8-му Саміті Голів Парламентів G20.

## Нагороди
- Відзнака МВС України «Вогнепальна зброя» (29 травня 2014; «Форт 9», № 100008, калібр 9 мм)[14].
- Орден княгині Ольги III ступеня (23 серпня 2021) — за значний особистий внесок у державне будівництво, зміцнення обороноздатності, соціально-економічний, науково-технічний, культурно-освітній розвиток Української держави, вагомі трудові досягнення, багаторічну сумлінну працю та з нагоди 30-ї річниці незалежності України[15]

## Сім'я
Батько — Костянтин Кондратюк, професор, доктор історичних наук Львівського національного університету імені Івана Франка. Чоловік — Олександр Богуцький, директор каналу ICTV, член правління інвестиційно-консалтингової компанії EastOne. Виховують доньку Юстину.